# Halové evropské rekordy v atletice – muži
Seznam evropských halových rekordů v atletice podle disciplín.
| Disciplína               | Atlet                                                      | Výkon       | Stát                    | Místo a datum rekordu                    |
| ------------------------ | ---------------------------------------------------------- | ----------- | ----------------------- | ---------------------------------------- |
| Běh na 50 metrů          | Manfred Kokot                                              | 5,61 s      | Východní Německo        | Berlín 4. 2. 1973                        |
| Běh na 50 metrů          | Jason Gardener                                             | 5,61 s      | Spojené království      | Madrid 16. 2. 2000                       |
| Běh na 60 metrů          | Dwain Chambers                                             | 6,42 s      | Spojené království      | Turín 7. 3. 2009                         |
| Běh na 200 metrů         | Linford Christie                                           | 20,25 s     | Spojené království      | Liévin 19. 2. 1995                       |
| Běh na 400 metrů         | Thomas Schönlebe Karsten Warholm                           | 45,05 s     | Východní Německo Norsko | Sindelfingen 5. 2. 1988 Glasgow 2.3.2019 |
| Běh na 800 metrů         | Wilson Kipketer                                            | 1:42,67 WR  | Dánsko                  | Paříž 9. 3. 1997                         |
| Běh na 1500 metrů        | Jakob Ingebrigtsen                                         | 3:30,60     | Norsko                  | Liévin 17. 2. 2022                       |
| Běh na 1 míli            | Eamonn Coghlan                                             | 3:49,78     | Irsko                   | East Rutheford 27. 2. 1983               |
| Běh na 3000 metrů        | Adel Mechaal                                               | 7:30,82     | Španělsko               | New York 6. 2. 2022                      |
| Běh na 5000 metrů        | Mohamed Farah                                              | 13:10,60    | Spojené království      | Birmingham 19. 2. 2011                   |
| Běh na 50 metrů překážek | Ladji Doucouré                                             | 6,36 s      | Francie                 | Liévin 26. 2. 2005                       |
| Běh na 60 metrů překážek | Colin Jackson                                              | 7,30 s      | Spojené království      | Sindelfingen 6. 3. 1994                  |
| Skok do výšky            | Carlo Thränhardt Ivan Uchov                                | 242 cm      | Německo Rusko           | Berlín 26. 2. 1988 Praha 25. 2. 2014     |
| Skok o tyči              | Armand Duplantis                                           | 622 cm WR   | Švédsko                 | Clermont-Ferrand 25. 2. 2023             |
| Skok daleký              | Sebastian Bayer                                            | 871 cm      | Německo                 | Turín 8. 3. 2009                         |
| Trojskok                 | Teddy Tamgho                                               | 17,92 m     | Francie                 | Doněck 6.3. 2011                         |
| Vrh koulí                | Ulf Timmermann                                             | 22,55 m     | Východní Německo        | Senftenberg 11. 2. 1989                  |
| Halový sedmiboj          | Sander Skotheim                                            | 6 558 bodů  | Norsko                  | Apeldoorn 8. 3. 2025                     |
| Chůze na 5 km            | Michail Ščennikov                                          | 18:07,08 WR | Rusko                   | Moskva 14. 2. 1995                       |
| Běh na 4 × 200 metrů     | Linford Christie Darren Braitwaite Ade Mafe John Regis     | 1:22,11 WR  | Spojené království      | Glasgow 3. 3. 1991                       |
| Běh na 4 × 400 metrů     | Karol Zalewski Rafał Omelko Łukasz Krawczuk Jakub Krzewina | 3:01,77     | Polsko                  | Birmingham] 4. 3. 2018                   |